# Raʾs al-ʿAin

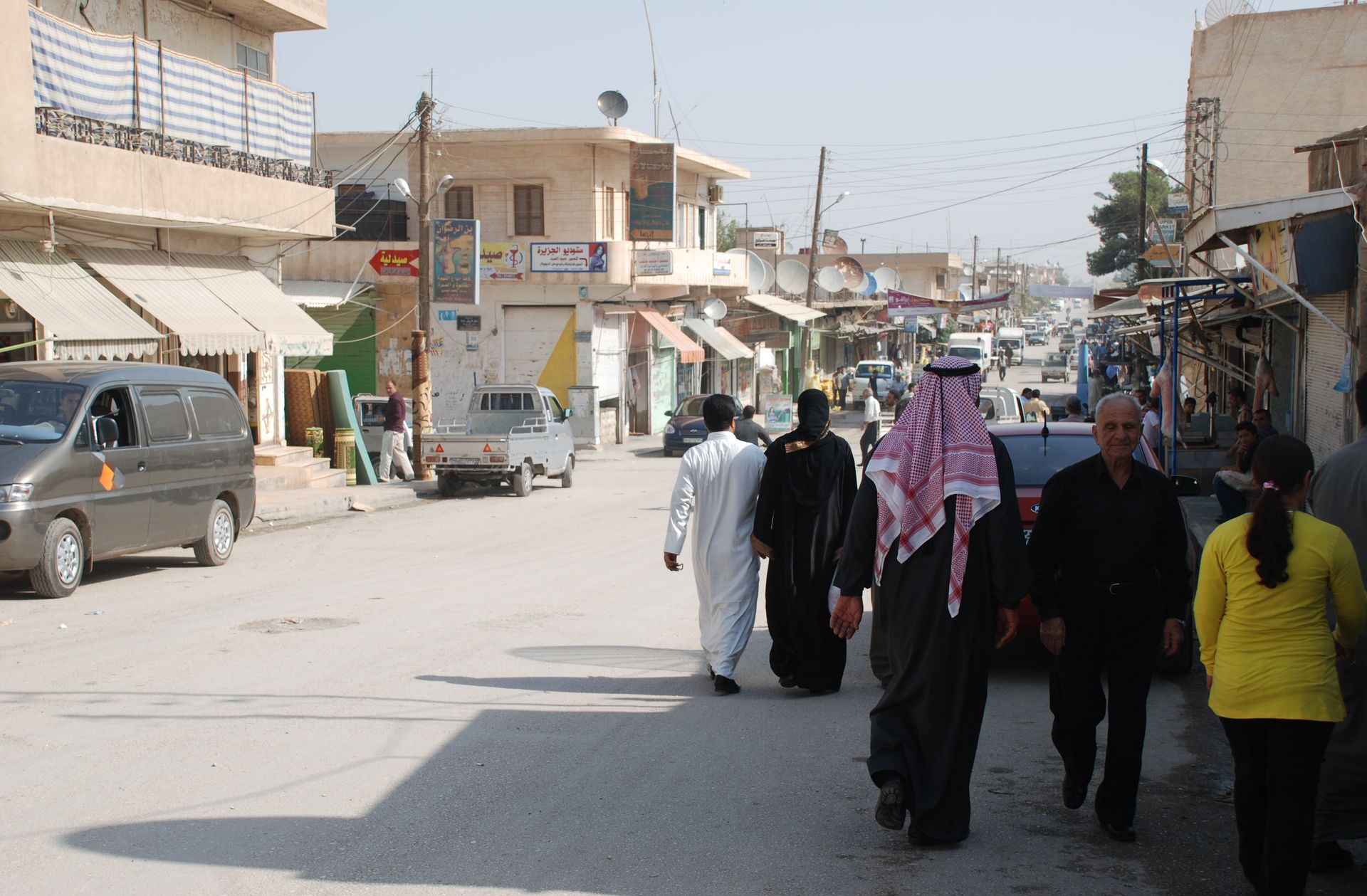
Hauptstraße im Zentrum nach Osten, 2009

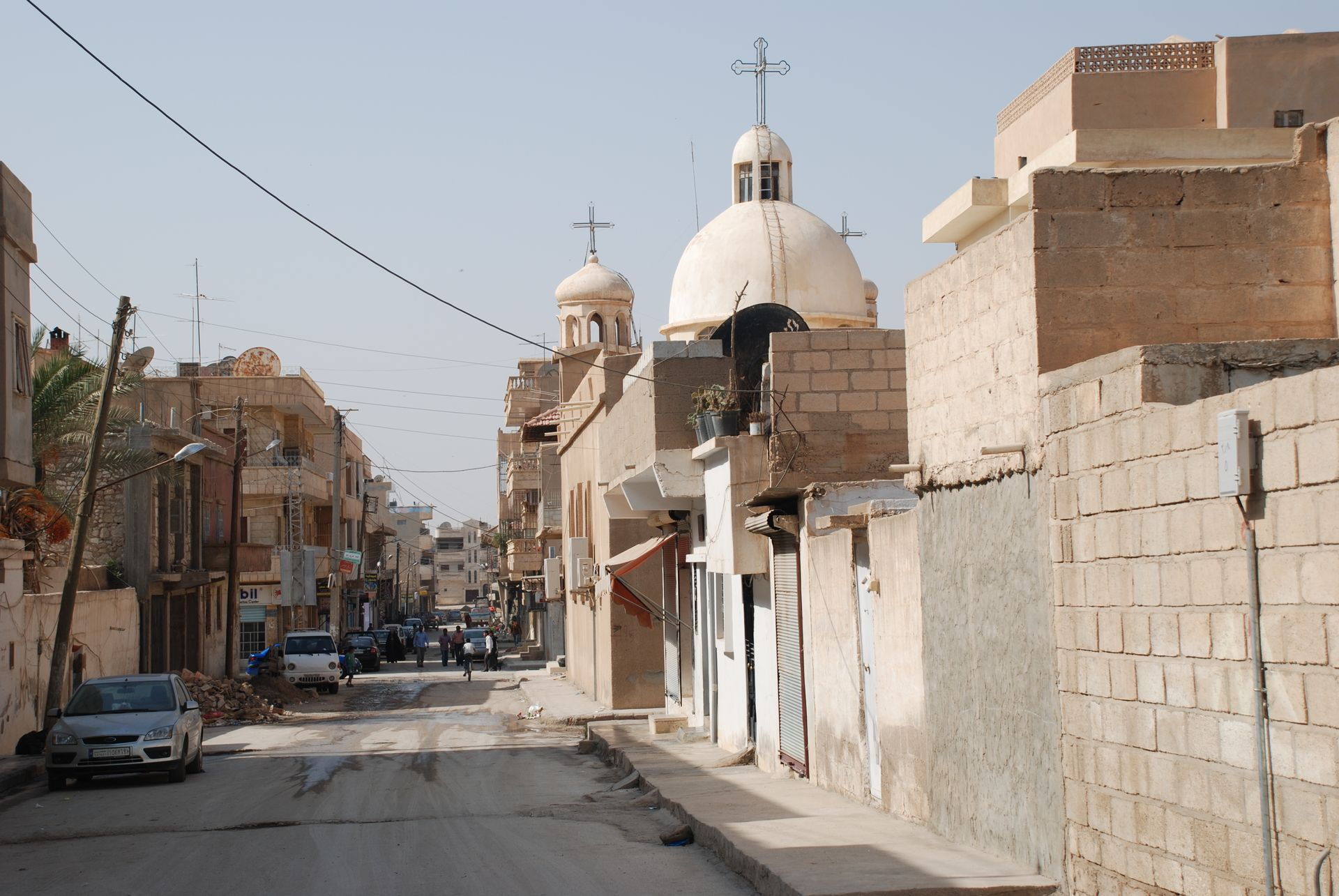
Nördlich verlaufende Parallelstraße. Wohngebiet mit orthodoxer Kirche, 2009

Raʾs al-ʿAin (arabisch رأس العين; auch عين الوردة, DMG ʿAin Warda, reichsaramäisch ܪܝܫ ܥܝܢܐ Rēš ʿAynā, kurdisch سەرێ کانیێ Serê Kaniyê) ist eine syrische Stadt im Gouvernement al-Hasaka. Das heutige Raʾs al-ʿAin ist der syrische Teil der alten Stadt Raʾs al-ʿAin, während der nördliche türkische Teil Rasüleyn zum heutigen Ceylanpınar wurde.

## Lage und Stadtbild
Raʾs al-ʿAin liegt im Nordosten des Landes an der türkisch-syrischen Grenze direkt gegenüber dem türkischen Ceylanpınar, zu dem es keinen offiziellen Grenzübergang gibt.
Die Kleinstadt befindet sich auf 360 Meter Höhe am Chabur, dessen längste Zuflüsse in der Türkei entspringen, der seine Hauptwassermenge jedoch aus 13 ergiebigen und teilweise warmen Karstquellen in der südlichen Umgebung bezieht. Raʾs al-ʿAin sowie der kurdische Name Serê Kaniyê bedeuten übersetzt „Der Kopf der Quelle“. Die Stadt hat 55.000 Einwohner, die sich aus syrischen Christen (auch Aramäer/Assyrer genannt), Arabern, Kurden, Armeniern, Tschetschenen und Türken zusammensetzen. Einer Berechnung des World Gazetters zufolge soll die Stadt 24.242 Einwohner haben (Berechnung 2010). Drei Kilometer westlich der Stadt ist der Ruinenhügel Tell Halaf mit Ausgrabungen aus prähistorischer und assyrischer Zeit von weitem zu sehen.

## Geschichte
Die frühe Geschichte wurde einen Kilometer südlich der heutigen Stadt in Tell Fecheriye ausgegraben. Die dortigen Funde belegen eine Besiedlung ab dem Anfang des 2. Jahrtausends v. Chr., durch das Reich von Mitanni, das Mittel- und Neuassyrische Reich und bis in die islamische Zeit um 800 n. Chr.
In römischer Zeit hieß der Ort Resaina und lag im Osten der antiken Landschaft Osrhoene. Der Name geht aus Münzfunden, Texten antiker Autoren und dem Eintrag auf der Tabula Peutingeriana, einer spätrömischen Landkarte hervor. Unter Theodosius I. (347–395) wurde der Ort als Theodosiopolis neu gegründet, erhielt 383 das Stadtrecht und war Bischofssitz.
In den römisch-persischen Kriegen wurde unter dem römischen Kaiser Gordian III. der erste Angriff von Schapur I. zu Beginn des Jahres 243 in der Schlacht von Resaina zurückgeschlagen, sodass die Sassaniden hinter den Euphrat zurückweichen mussten. Im folgenden wechselvollen Feldzug wurde schließlich Gordian III getötet und ein status quo ante vereinbart.
Ende des 6. Jahrhunderts zerstörte der persische General Adharmahan während der Herrschaft von Hormizd IV. die Stadt zweimal.
Raʾs al-ʿAin wurde im Jahr 640 von den islamischen Arabern erobert. Im 10. Jahrhundert besetzten Byzantiner die Stadt kurzzeitig und plünderten sie. Während der Kreuzzüge im 12. Jahrhundert wurde sie von Joscelin I. erobert, dabei wurde ein großer Teil der arabischen Bevölkerung getötet oder in die Sklaverei geführt.
Die Stadt stand ab der Mitte desselben Jahrhunderts unter der Herrschaft der Zengiden und gegen Ende unter deren Nachfolgern, den Ayyubiden. Der Eroberer Timur brandschatzte die Stadt im 14. Jahrhundert. Im 16. Jahrhundert wurde die Region Teil des Osmanischen Reiches. Die heutige Stadt wurde 1878 von Tschetschenen neu gegründet, die aus dem Kaukasus vertrieben worden waren.
Während des Ersten Weltkrieges war Raʾs al-ʿAin Standort eines osmanischen Konzentrationslagers für den Völkermord an den Armeniern. Nach dem Krieg wurde Raʾs al-ʿAin geteilt. Der südliche Stadtteil wurde Teil des Völkerbundmandats für Syrien und Libanon, während der nördliche Teil türkisch wurde. Für 1970 werden etwa 6000 Einwohner angegeben.
Allgemeine Spannungen in der Region zwischen Kurden und der syrischen Regierung hatten eine besondere Überwachung der Bevölkerung durch den syrischen Geheimdienst zur Folge.

## Syrischer Bürgerkrieg
Im Zuge des syrischen Bürgerkrieges wurde Raʾs al-ʿAin immer wieder Schauplatz bewaffneter Auseinandersetzungen zwischen dschihadistischen Oppositionsgruppen und kurdischen Milizen. Zuletzt kam es im Januar 2013 zu einem weit angelegten Angriff der dschihadistischen Gruppen auf die Stadt. Nach Berichten der Syrischen Beobachtungsstelle für Menschenrechte sind im Laufe der Gefechte 57 Mitglieder der Oppositionsgruppen, 12 kurdische Milizionäre und vier Zivilisten ums Leben gekommen. Syrischen Aktivisten zufolge sind im Laufe der Kämpfe 65 Prozent der Einwohner aus der Stadt geflüchtet.
Am 18. Juli 2013 eroberten kurdische Kämpfer der YPG die Stadt und vertrieben islamistische Rebellen der Nusra-Front. Einige Geschosse bei den mehrtägigen Gefechten trafen auch Häuser im türkischen Nachbarort Ceylanpınar.
Mit der türkischen Offensive ab 9. Oktober 2019 gegen Gebiete in Nordsyrien wurde auch Raʾs al-ʿAin zum Ziel. Am 12. Oktober gaben türkische Stellen die Besetzung des Stadtzentrums durch mit der Türkei verbündete Milizen bekannt. Am 13. Oktober 2019 gab das SOHR an, dass die Stadt von den Demokratischen Kräften Syriens zurückerobert wurde. Im Rahmen einer Waffenruhe zogen sich kurdische Verbände am 20. Oktober aus Raʾs al-ʿAin zurück. Daraufhin übernahm die Türkei zusammen mit islamistischen Milizen die Kontrolle über die Stadt. Im Oktober 2020 sammelten sich Islamisten (darunter Anhänger des Islamischen Staats) und radikalisierten sich Teile der Bevölkerung im Hass gegen Frankreich, nachdem der französische Präsident Emmanuel Macron die Mohammed-Karikaturen mit Blick auf die Meinungsfreiheit verteidigt hatte.